# Ан Хан Бон
Ан Хан Бон (кор. 안한봉?, 安漢奉?; род. 15 октября 1968, Хэнам, Чолла-Намдо) — корейский борец греко-римского стиля, чемпион Олимпийских игр, призёр чемпионата мира, двукратный чемпион Азии, чемпион Азиатских игр.

## Биография
В 1986 году стал чемпионом мира среди юниоров в категории до 48 килограммов. В 1989 году победил на турнире Гран-при Германии среди взрослых, стал чемпионом Азии и бронзовым призёром чемпионата мира. В 1990 году стал чемпионом Азиатских игр и вице-чемпионом мира, а затем из наилегчайшего веса перешёл в легчайший.
На Летних Олимпийских играх 1992 года в Барселоне боролся в категории до 57 килограммов (легчайший вес). Участники турнира, числом в 19 человек в категории, были разделены на две группы. За победу в схватках присуждались баллы, от 4 баллов за чистую победу и 0 баллов за чистое поражение. В каждой группе определялись пять борцов с наибольшими баллами (борьба проходила по системе с выбыванием после двух поражений), они разыгрывали между собой места с первое по восьмое. Победители групп встречались в схватке за первое-второе места, занявшие второе место — за третье-четвёртое места и так далее. Корейский борец ровно провёл турнир и стал чемпионом олимпийских игр.
| Круг  | Соперник           | Страна               | Результат | Основание       | Время схватки |
| ----- | ------------------ | -------------------- | --------- | --------------- | ------------- |
| 1     | Ергюдер Бекишдамат | Турция               | Победа    | 11-1 (3 балла)  |               |
| 2     | Зоран Галович      | Индивидуальный атлет | Победа    | 6-0 (3 балла)   |               |
| 3     | Шэн Цзэтянь        | Китай                | Победа    | 8-0 (3,5 балла) |               |
| 4     | Кейо Пехконен      | Финляндия            | Победа    | 8-0 (3 балла)   |               |
| 5     | -                  | -                    | -         | -               |               |
| 6     | Мариан Санду       | Румыния              | Победа    | 8-0 (3 балла)   |               |
| Финал | Рыфат Йылдыз       | Германия             | Победа    | 6-5             | 5:36          |

В 1994 году остался только восьмым на чемпионате мира. В 1995 году стал двукратным чемпионом Азии и остался шестым на чемпионате мира. В 1996 году остался пятым на чемпионате Азии и оставил карьеру, став тренером в родном клубе Samsung Life. Кроме того, в 2004, 2008 и 2012 годах являлся тренером олимпийских сборных Южной Кореи. Окончил Корейский национальный спортивный университет.